# Cantonul Longueville-sur-Scie
Cantonul Longueville-sur-Scie este un canton din arondismentul Dieppe, departamentul Seine-Maritime, regiunea Haute-Normandie, Franța.

## Comune
| Comune                    | Populație (1999) | Cod poștal | Cod INSEE |
| ------------------------- | ---------------- | ---------- | --------- |
| Anneville-sur-Scie        | 408              | 76590      | 76019     |
| Belmesnil                 | 432              | 76590      | 76075     |
| Bertreville-Saint-Ouen    | 285              | 76590      | 76085     |
| Le Bois-Robert            | 280              | 76590      | 76112     |
| Le Catelier               | 223              | 76590      | 76162     |
| Les Cent-Acres            | 39               | 76590      | 76168     |
| La Chapelle-du-Bourgay    | 95               | 76590      | 76170     |
| La Chaussée               | 288              | 76590      | 76173     |
| Criquetot-sur-Longueville | 159              | 76590      | 76197     |
| Crosville-sur-Scie        | 236              | 76590      | 76205     |
| Dénestanville             | 237              | 76590      | 76214     |
| Heugleville-sur-Scie      | 544              | 76720      | 76360     |
| Lintot-les-Bois           | 151              | 76590      | 76389     |
| Longueville-sur-Scie      | 936              | 76590      | 76397     |
| Manéhouville              | 183              | 76590      | 76405     |
| Muchedent                 | 129              | 76590      | 76458     |
| Notre-Dame-du-Parc        | 128              | 76590      | 76478     |
| Saint-Crespin             | 284              | 76590      | 76570     |
| Saint-Germain-d'Étables   | 298              | 76590      | 76582     |
| Saint-Honoré              | 172              | 76590      | 76589     |
| Sainte-Foy                | 550              | 76590      | 76577     |
| Torcy-le-Grand            | 720              | 76590      | 76697     |
| Torcy-le-Petit            | 474              | 76590      | 76698     |